# Neon Jungle
Neon Jungle war eine vierköpfige britische Girlgroup.

## Hintergrund
Sie wurde 2013 aus der in Japan geborenen Asami Zdrenka, der Schottin Shereen Cutkelvin sowie den beiden Londonerinnen Amira McCarthy und Jess Plummer gebildet.
Ihre Debütsingle Trouble erschien am 1. September 2013 und platzierte sich auf Rang 12 der UK Top 40. Aufgrund der schlechten Album-Verkäufe verloren Neon Jungle im Mai 2015 ihren Plattenvertrag bei RCA Records. Am 6. Juli 2015 gab die Band auf Facebook ihre Auflösung bekannt.

## Diskografie
Alben
- 2014: Welcome to the Jungle

Singles
- 2013: Trouble
- 2014: Braveheart
- 2014: Welcome to the Jungle
- 2014: Louder

## Auszeichnungen für Musikverkäufe
| Goldene Schallplatte - Australien - 2014: für die Single Braveheart |

Anmerkung: Auszeichnungen in Ländern aus den Charttabellen bzw. Chartboxen sind in ebendiesen zu finden.
| Land/RegionAuszeichnungen für Musikverkäufe (Land/Region, Auszeichnungen, Verkäufe, Quellen) | Silber  | Gold  | Platin | Verkäufe | Quellen     |
| -------------------------------------------------------------------------------------------- | ------- | ----- | ------ | -------- | ----------- |
| Australien (ARIA)                                                                            | —       | Gold1 | —      | 35.000   | aria.com.au |
| Vereinigtes Königreich (BPI)                                                                 | Silber1 | —     | —      | 200.000  | bpi.co.uk   |
| Insgesamt                                                                                    | Silber1 | Gold1 | —      |          |             |